# Felix Benda
Felix Benda (* 25. Februar 1708 in Skalsko; † 1768 in Prag) war ein böhmischer Komponist.

## Leben
Der Schüler von Bohuslav Matej Černohorský war Organist an der Michaelskirche in Prag. Von ihm sind neben Orgelstücken Messen, zwei Oratorien und weitere kirchenmusikalische Werke überliefert. Zu Bendas Schülern gehörte Josef Mysliveček.